# Єрля
Єрля (? — після 1483) руський боярин, зем'янин у Волинській землі Великого князівства Литовського. Протопласт волинського шляхетського роду Єрличів. Згодом Єрличі-Тиненські, Єрличі-Колимські. Герб Лис. Родове гніздо — Тинне (суч. передмістя м. Рівного), згодом село Колимлі (суч. Колом'є). 

## Відомості
Найдавніша з відомих згадок про пана Єрлю належить до дарчої від 1477 року, якою волинський зем'янин Івашко Зенкович Долзький записував маєток Долгоє (суч. Довгів) для свого зятя Пашка Бабинського. У ній він один зі свідків поряд з князями Четвертинськими, Івашком Янчинським та паном Тимошком. Пан Єрля — боярин Семена Юрійовича князя Гольшанського. Він зокрема серед свідків у дарчій, якою князь записав своїй доньці Настасі Гольшанській маєтки Барани та Глуськ. Документ складено у Рівному 2 лютого 1483 року. Відомо, що володів землями у Рівненській волості Луцького повіту та Кременецькому повіті. Його нащадки також перебували на службі у князів Острозьких та володіли землями в Овруцькому й Житомирському повітах Київського воєводства. Єдиний з відомих спадкоємців пана Єрлі — Іван (Івашко) Єрлич у якого було двоє синів та донька. Федір, Василь у шлюбі з Ганною Бутовичівною і N донька, яка у шлюбі за Яцьком Сенютою Радогоським.

## Відомі нащадки пана Єрлі
Йоахим Єрлич — літописець часів Хмельниччини.